# Trobayan
Trobayan is een bestuurslaag in het regentschap Sragen van de provincie Midden-Java, Indonesië. Trobayan telt 2592 inwoners (volkstelling 2010).